# Lieuwe van Aitzema

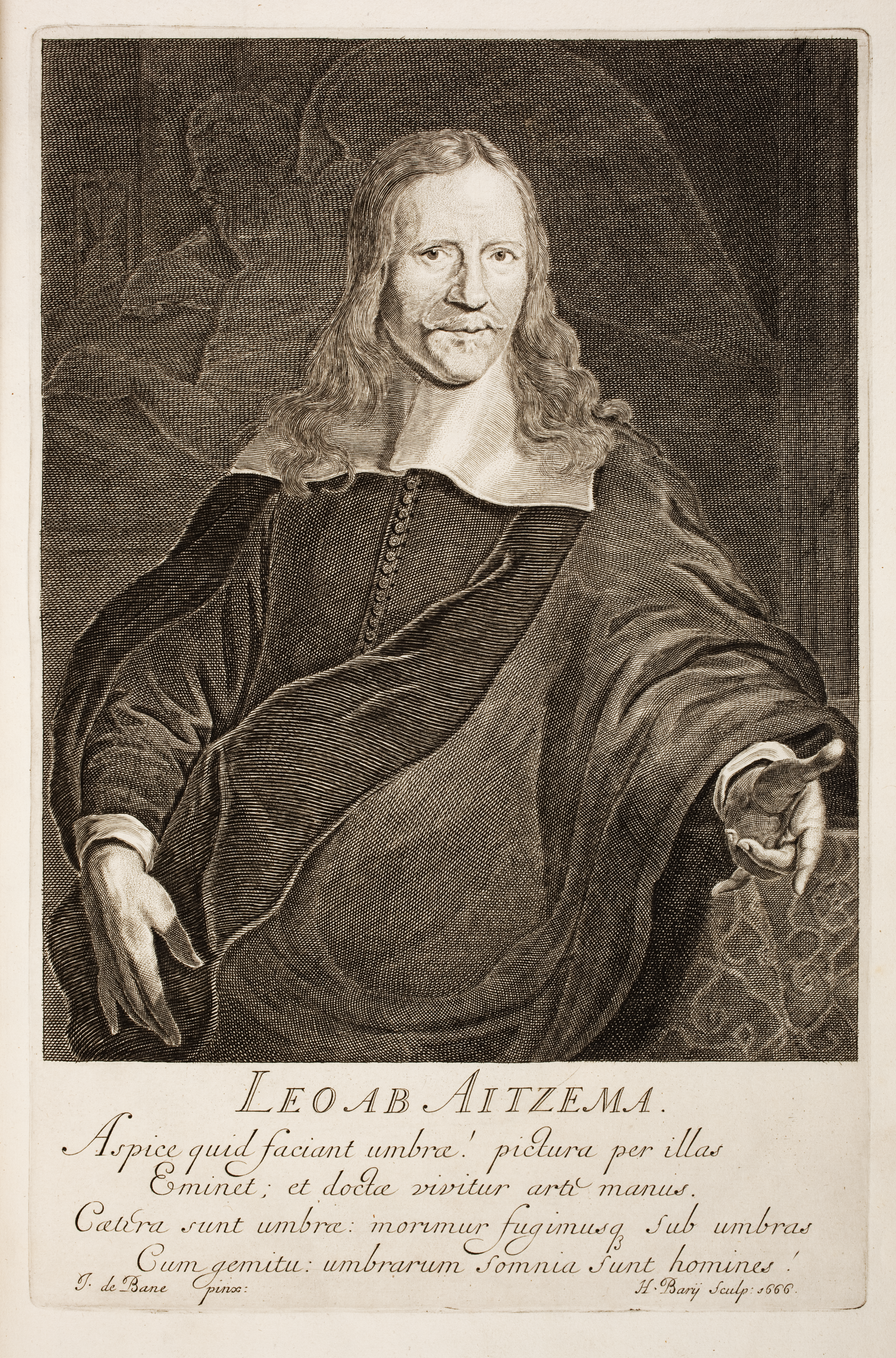
Lieuwe van Aitzema, door Jan de Baen en Hendrik Bary.

Lieuwe van Aitzema (Dokkum, 19 november 1600 – Den Haag, 23 februari 1669) was een Nederlands diplomaat, geschiedschrijver, spion voor Engeland tijdens de Eerste en de Tweede Engelse Oorlog, bon vivant en libertijn. Doordat Van Aitzema een groot aantal officiële documenten opnam in zijn werken en ze van commentaar voorzag, zijn deze nog steeds van groot belang voor hedendaagse historici. Zijn stijl is door puntigheid en sarcasme intrigerend en meeslepend.

## Biografie
Lieuwe van Aitzema was de zoon, maar ook de broer van een burgemeester van Dokkum. Zijn vader werd geboren in Reiderland. Zijn grootvader ontvluchtte de omgeving in 1568 vanwege de slag bij Jemmingen. Lieuwe van Aitzema studeerde rechten aan de Universiteit van Franeker en in Parijs en Orléans. Hij stond bekend als een "flirter". In 1622 werd hij advocaat bij het Hof van Friesland, in 1624 bij het Hof van Holland. In 1625 werd hij benoemd als resident van de Hanzesteden Hamburg en Bremen in Den Haag, dankzij zijn oom Foppe van Aitzema. In 1627 werd hij door de Staten-Generaal als agent van de stad Maagdenburg erkend en in 1644 als resident van Lübeck.
Van Aitzema maakte in 1635 en in 1652 een reis naar Engeland op last van de Hanzesteden en behartigde de belangen van de Republiek. Hij kwam in contact met velerlei hoogwaardigheidsbekleders, zoals Oliver Cromwell en probeerde of de ophanden zijnde handelsoorlog nog afgewend kon worden. Van Aitzema hamerde erop dat Holland even graag een overeenkomst met Engeland wenste als een vis naar water snakte. Op de terugreis werd de pakketboot, eigendom van de graaf van Taxis, gekaapt en Van Aitzema verloor zijn koffer met waardevolle bezittingen. Hij protesteerde vergeefs bij de Staten van Zeeland, die de kaperbrief hadden verstrekt.
Van Aitzema zette in Den Haag een soort politieke berichtendienst op met abonnees in Duitsland, Zweden, Denemarken, Venetië, Engeland en Frankrijk. De negentiende-eeuwse historicus Robert Fruin maakte hem uit voor spion, want hij verstrekte tijdens de Eerste en de Tweede Engelse Oorlog aan de Engelse meesterspion John Thurloe hoogst geheime inlichtingen over de situatie in en de plannen van de Republiek. Van Aitzema wees Cornelis de Graeff aan als ontwerper van de Akte van Seclusie in 1654 en van de alliantie met Brandenburg in 1655.

## Werk
Behalve zijn hoofdwerk, de Saken van Staet en Oorlogh, een fundamenteel pleidooi voor eenheid en tolerantie en een belangrijke geschiedbron voor het tijdvak 1621 - 1668, heeft Aitzema nog twee boeken geschreven, een over de Vrede van Münster en een over de turbulente gebeurtenissen in de jaren 1650 en 1651, Herstelde Leeuw. Aitzema geeft zeer precieze beschrijvingen van de aankomst van verschillende gezanten, hun intochten in Den Haag, van hun eerste publieke audiënties, hun eerste visites. Zijn beoordeling van staatslieden is vaak cynisch en sarcastisch: mensen laten zich vaak leiden door koud eigenbelang.
Zowel Herstelde Leeuw als Saken van Staet en Oorlogh werd getroffen door een publicatieverbod. In 1652 achtte het Hof van Holland het boek over het conflict van stadhouder Willem II met het gewest Holland in de twee voorafgaande jaren een mogelijke bron van politieke onrust, terwijl de Staten van Friesland de opdracht van de Saken van Staet en Oorlogh te zeer een verheerlijking van de Staten van Holland vonden.

## Visie
De Nederlandse Opstand werd door hem niet als een godsdienstoorlog of als een nationale vrijheidsstrijd beschouwd, maar als een periode van burgeroorlog en partijstrijd, waarin het ene bewind het andere afwisselde. Voor Van Aitzema was Hendrik IV van Frankrijk, die van godsdienst veranderde om koning van Frankrijk te kunnen worden, een lichtend voorbeeld. Karel I van Engeland had deze koning als voorbeeld moeten nemen. In het christelijke Rome werden zijn inziens alle republikeinse deugden in praktijk gebracht. In het pauselijk bestuur werd men alleen op grond van zijn bekwaamheden en verdiensten in de ambten en waardigheden benoemd. Alle erfrecht was er door het systeem van het celibaat vernietigd, terwijl geen enkele familie van het hoogste ambt was uitgesloten.
Van Aitzema was een "Realpolitiker": men moet de wereld accepteren zoals hij is en niet zoals hij eigenlijk zou moeten zijn. Hij zag zichzelf als een onafhankelijk auteur, die niet namens enige partij schreef, maar eenvoudig de pen oppakte, omdat hij het niet laten kon. Een auteur met een late roeping, die toen hij eenmaal de smaak van het schrijven te pakken had, gewoon niet meer kon ophouden en letterlijk tot aan zijn dood bleef schrijven.

## Publicaties
- Verhael, van de Nederlantsche vreede-handeling (1650)
- Historie of verhael van saken van staet en oorlogh, in ende omtrent de Vereenigde Nederlanden (1655 - 1671)
- Herstelde Leeuw, of Discours, over 't gepasseerde inde Vereenichde Nederlanden, in 't jaer 1650 ende 1651
- De strydende leeuw. Of Nederlandtsche oorlogen, staatszaken en vredehandelingen, voorgevallen in de jaren 1621, 1622, 1623, 1624, 1625 : in zich vervattende, een volkomen inhout en mergh des eersten deels der Historien, van saken van staat en oorlogh